# Funaria sickenbergeri
Funaria sickenbergeri är en bladmossart som beskrevs av C. Müller 1900. Funaria sickenbergeri ingår i släktet spåmossor, och familjen Funariaceae. Inga underarter finns listade i Catalogue of Life.